# Отто Віхтерле
О́тто Ві́хтерле (чеськ. Otto Wichterle; 27 жовтня 1913, Простейов, Моравія, Австро-Угорщина, тепер Оломоуцький край, Чехія — 18 серпня 1998, Прага) — чеський хімік, інженер, винахідник, політичний (депутат Національних зборів) і громадський діяч, академік; винайшов м'які контактні лінзи.

## Біографія

### Ранні роки
Отто Віхтерле народився 27 жовтня 1913 року в заможній родині підприємців Карела Віхтерле та його дружини Православи. Його батько був співвласником підприємства Віхтерле та Коваржик; мати Православа була донькою Яна Подивінського, депутата провінції, її дід Томаш був засновником цукрового заводу у Врбатках та солодового будинку в Простейові.
У 6-річному віці Отто страждав від гарячки, яка не стихала все літо. Сімейний лікар призначив постільний режим і передбачив один рік життя. Через рік, коли гарячка частково вщухла, вчитель Влькова почав приїжджати до нього додому. Ще через два роки Отто розпочав навчання у початковій школі в Колларці.
У 1921 році після того, як його прослухав директор, він почав навчатися відразу з п'ятого класу. Згодом, попри свій юний вік (9 років), він вступив до Державної гімназії в Простейові. У класі він був найменшим і йому не дозволяли грати з хлопцями на вулиці. Тому він грав у теніс і став членом юніорської команди, яка була сформована у Простейові. Гімназію хлопець закінчив з відзнакою.

### Навчання
Отто вирішив продовжити навчання в коледжі, хотів вивчати математику. Тому він обрав машинобудування, почав брати приватні уроки з загальної геометрії, з якої потрібно було скласти іспит. Та зрештою Отто подав заявку на факультет хіміко-технологічної інженерії Чеського технічного університету в Празі.
Восени 1931 року він розпочав навчання. Вже на третьому курсі він організував дискусійну зустріч на тему «Недоліки в організації навчання», в якій взяли участь більшість професорів та доцентів школи. Він пояснив усі розбіжності в навчальній програмі (лабораторні заняття розпочалися до викладення відповідної теорії) та запропонував дві альтернативи для розподілу предметів протягом усіх студій. Однак ніхто з професорів не відреагував на його ідеї, більше того — їх обурили пропозиції здібного студента, адже вони означали відхід від традиції. Віхтерле підготував дипломну роботу під керівництвом професора Еміля Воточека, видатного хіміка та викладача того часу.
Пройшовши державний іспит у 1935 році, Отто продовжив навчання та опублікував 5 робіт, зосереджених головним чином на похідних вуглеводів. Згідно з тогочасними стандартами, однієї з цих робіт було б достатньо для здобуття ступеня доктора.
У червні 1936 року О. Віхтерле отримав звання доктор технічних наук. Воточек запропонував йому посаду доцента та керівника лабораторії другого курсу, тому Віхтерле залишився в університеті до його закриття 17 листопада 1939 року в зв'язку з нацистською окупацією Чехословаччини і студентськими протестами проти цього.

### Професійна кар'єра
Студентом-докторантом Отто Віхтерле поїхав працювати в науково-дослідний інститут заводів у підприємницькому осередку Злін, заснованого визначним чеським підприємцем Томашем Батею. Хоч був одруженим, до Зліна Віхтерле вирушив сам. Тут, у воєнних умовах, він зробив перший свій значний винахід — кардинально поліпшив технологію виробництва нейлону.
У 1942 році Отто Віхтерле був на короткий час схоплений гестапо, але відпущений на волю. Робітники інституту, в якому працював Віхтерле доклали зусиль для нерозкриття результатів своєї роботи до окупантів. Це в тому числі дозволило Віхтерле відразу після війни стати професором празького технологічного університету.
У 1953 році науковцю вдалося створити новий матеріал для медичного використання — гідрофільний гель, який у майбутньому став основою його найпопулярнішого винаходу — м'яких контактних лінз, патент на які уряд ЧССР в обхід автора їх винахідника продав до США.
Під час Празької весни (1968) Отто Віхтерле зайняв активну громадську позицію, зокрема був серед ініціаторів звернення «Дві тисячі слів», за що був знятий з посади директора Інституту макромолекулярної хімії і залишився працювати в інституті як звичайний науковець, продовжуючи свої дослідження і винахідницьку діяльність.

### Останні роки життя
В кінці Отто Віхтерле зміг подорожувати за кордон, спочатку він мав дві поїздки на рік, але міг відвідувати хімічні конференції.
Лише з Оксамитовою революцією в Чехословаччині (1989) відбулася повна реабілітація Отто Віхтерле як науковця і людини.
Він був обраний президентом Чехословацької академії наук у 1990 році й залишався на цій посаді до 1993 року. Того ж року на його честь був названий астероїд.
У 1991 році йому було присвоєно почесний докторський ступінь двома американськими університетами, Університетом штату Іллінойс у Чикаго та Політехнічним університетом у Брукліні, Нью-Йорк, а в 1993 році — Карловим університетом.
До 80-ти років любив грати в теніс зі своєю дружиною, а ще довше піклувався про сади. І до самого кінця життя цікавився тим, що відбувається в галузі хімії і давав поради.
Отто Віхтерле помер на дачі в селі Стражисько (Простейєвський край) 18 серпня 1998 року у віці 84-ти років.

## Найвідоміше відкриття
Найвідомішим винаходом Отто Віхтерла є контактні лінзи з гелем. Першим поштовхом до роботи над розробкою м'яких контактних лінз стала його випадкова розмова в поїзді дорогою з Оломоуца до Праги в 1952 році. Партнер (доктор Пур) прочитав статтю експерта про можливості хірургічної заміни очей.
Віхтерле зрозумів, що пластик буде кращим матеріалом для імплантатів, ніж дорогоцінні метали. Тому він почав розробляти теорію тривимірного гідрофільного полімеру, який би добре переносився оком. Найбільш підходящий гель HEMA (полігідроксиетилметакрилатний гель), який поглинав близько 40 % води, був прозорим і мав хороші механічні властивості. Проблема була в його обробці. Спочатку гель розливали у форми, але лінзи рвалися, коли форми відкривалися та мали неправильні краї.

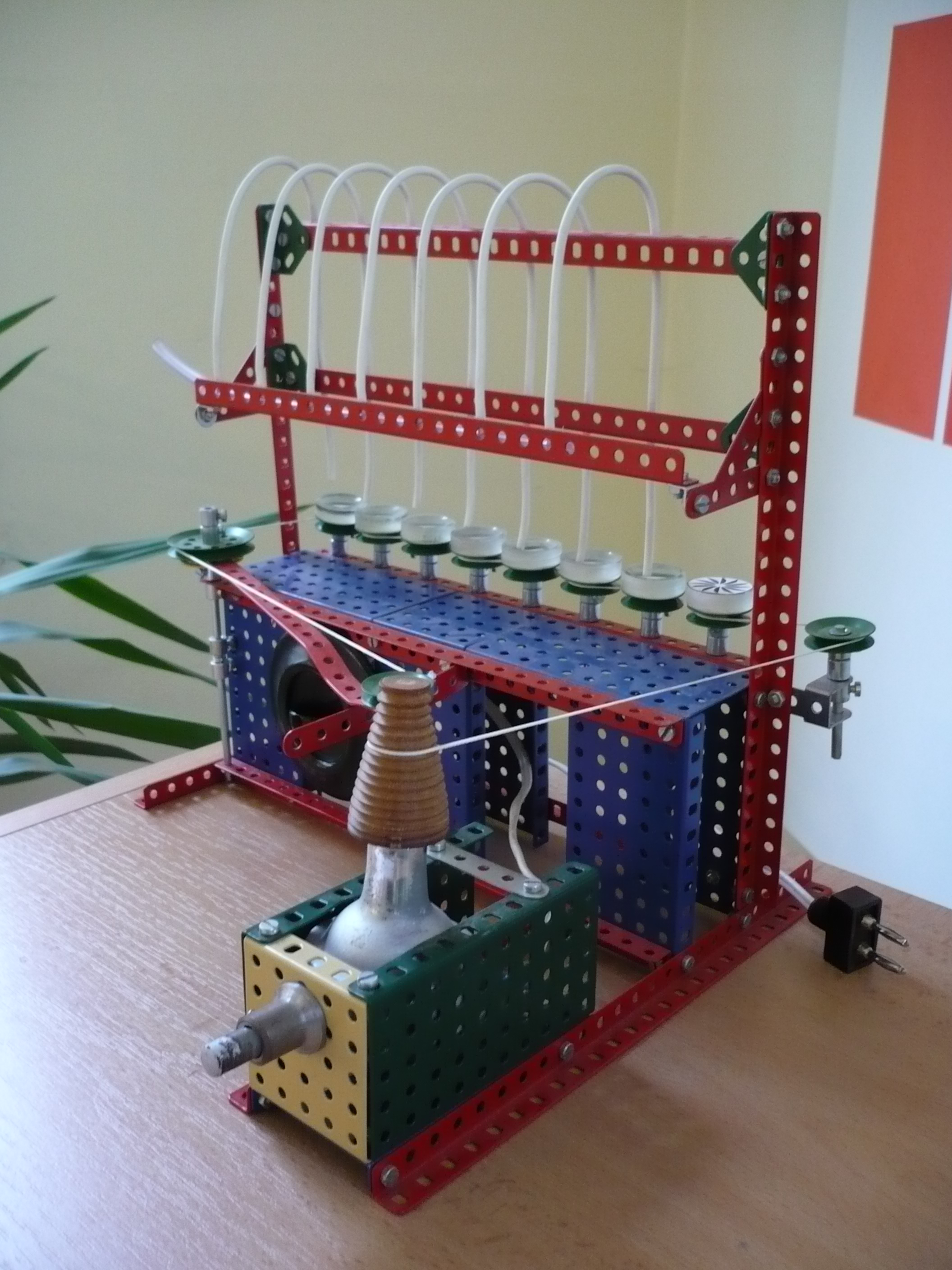
Сконструйований Віхтерле з іграшки Merkur апарат для виробництва м'яких контактних лінз, музей Merkur у Полиці-над-Метуї

Однак у 1958 році зі звільненням з інституту Віхтерле, дослідження гідрофільних гелів та лінз там було ліквідовано. У 1961 році науковець придумав абсолютно новий спосіб обробки гелю HEMA — лиття у відкритих формах, що обертаються, але оскільки не було можливості продовжити розвиток впровадження винаходу в Чехословацькій академії наук, Віхтерле почав займатися цим методом кустарно в хатніх умовах. Відтак, наприкінці 1961 року йому вдалося довести у своїй квартирі, що високоякісні контактні лінзи можна виготовити за мінімальних витрат методом мономерного відцентрового лиття у обертових формах. Цей перший пристрій для виготовлення контактних лінз є дуже відомим, адже зібрано його було з набору дитячого конструктора марки Merkur.
Після успішного випробування цих лінз (знову в клініці з доктором Дрейфусом) Віхтерле подумав, що виробництво лінз пов'язане з великими економічними інтересами, особливо в США. Аналогічних висновків дійшли державні установи, і тому Віхтерле було запропоновано розвивати дослідження лінз в рамках держустанови. Але він вимагав сорок працівників та роботи поза інститутом, оскільки стверджував, що це дослідження не належить до Інституту Академії наук.
Починаючи з 1963 року, коли виробничі методи удосконалились, інтерес до контактних лінз, а також довіра до них зросли. Було також отримано відповідь США, і після декількох місяців переговорів 12 березня 1965 року в Празі було підписано ліцензійну угоду з Робертом Моррісоном та Національною корпорацією з розвитку патентних справ (NPDC), яку представляли Мартін Поллак та Джером Фельдман. Вони заснували акціонерне товариство «Корпоративний гнучкий контактний об'єктив», партнером якого в субліцензії в 1966 році стала компанія Bausch & Lomb, один з найважливіших сьогодні виробників контактних лінз. Коли в березні 1971 року Управління харчових продуктів та лікарських засобів видало ліцензію на продаж лінз у США, акції компанії B&L зросли настільки різко, що акціонерний капітал компанії за ніч виріс на 250 мільйонів доларів.

## Нагороди і вшанування

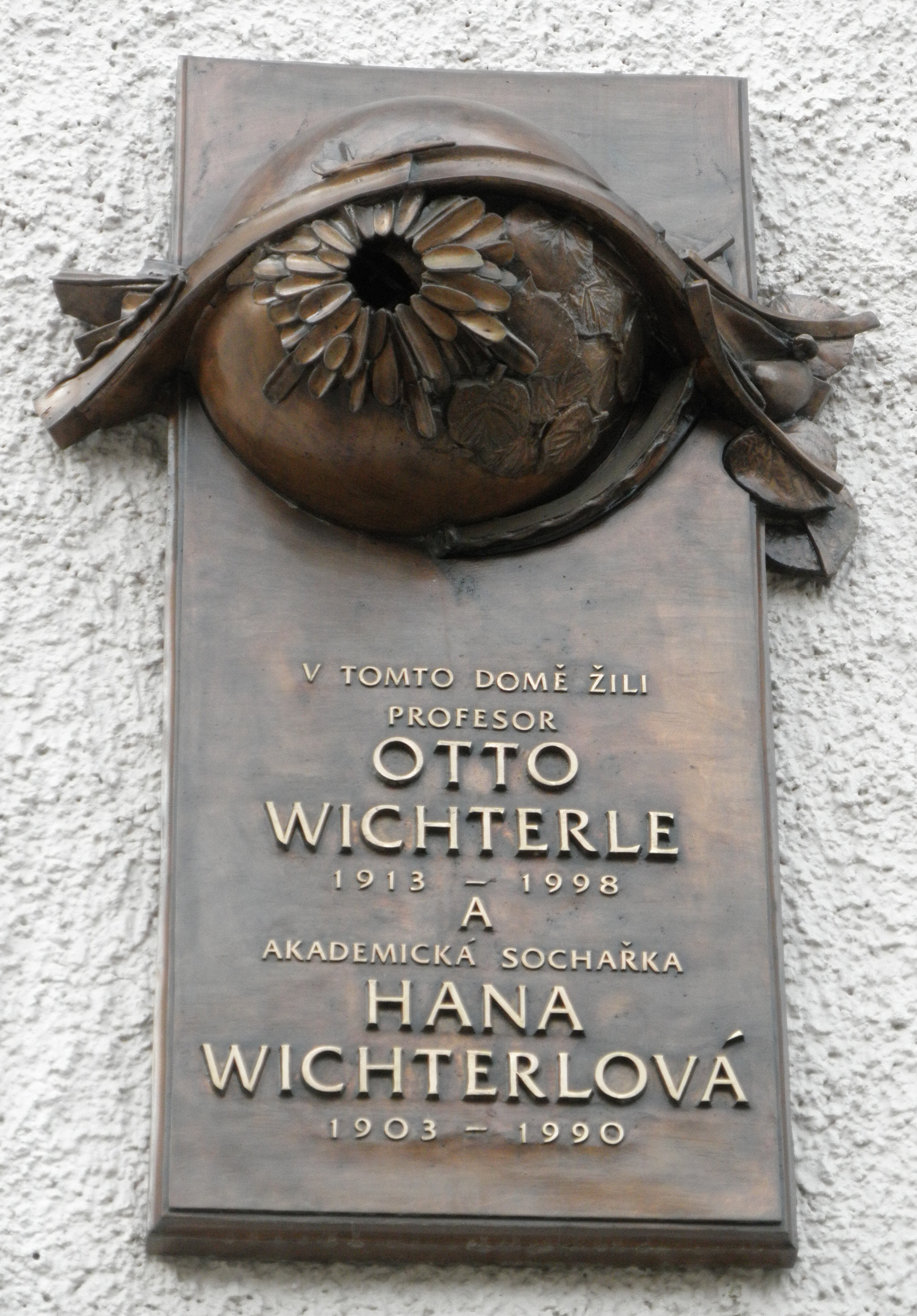
Меморіальна дошка на будинку в Простейові, де жив Отто Віхтерле

У 1984 році Отто Віхтерле отримав Премію Вуда.
У 2013 році до 100-річчя від дня народження Віхтерле в Чехії випустили срібну монету (200 чеських крон) з його зображенням і зображенням контактної лінзи, що робить зображення чітким.
У Празі є вулиця, названа на честьнауковця, монумент йому, а на будинку в Простейові, де жив науковець, встановлено меморіальну дошку.